# Thomas S. Kleppe
Thomas Savig Kleppe (ur. 1 lipca 1919 w Kintyre, zm. 2 marca 2007 w Bethesda) – amerykański polityk. W latach 1975–1977 Sekretarz Departamentu Zasobów Wewnętrznych Stanów Zjednoczonych w gabinecie prezydenta Geralda Forda.

## Życiorys
W 1941 roku ukończył Valley City Teacher College w Valley City. W latach 1942–1946 służył jako chorąży w Armii Stanów Zjednoczonych. Niedługo przed demobilizacją drużyna St. Louis Cardinals zaproponowała mu kontrakt, Kleppe jednak odmówił i powrócił do Dakoty Północnej. W latach 1950–1954 był burmistrzem miasta Bismarck, następnie pracował dla przedsiębiorstwa Gold Seal Company jako skarbnik, a następnie, w latach 1958–1964 jako prezes firmy. 
W 1964 roku bez powodzenia startował w wyborach do Senatu Stanów Zjednoczonych. W 1966 roku został prezesem przedsiębiorstwa J. M. Dain & Company. W 1966 i 1968 roku został wybrany do Izby Reprezentantów Stanów Zjednoczonych, w 1970 roku ponownie startował w wyborach do Senatu, nie uzyskał jednak mandatu. W latach 1971–1975 był administratorem agencji Small Business Administration, a w 1975 roku został mianowany sekretarzem zasobów wewnętrznych Stanów Zjednoczonych. Od 1977 roku był wykładowcą Uniwersytetu Wyoming.
Był żonaty. Pod koniec życia chorował na chorobę Alzheimera i chorobę Parkinsona.